# Nicolae-Adrian Bara
Nicolae-Adrian Bara (n.  ?) este un deputat român, ales în 2024 din partea PSD. 